# Argyra albicans
Argyra albicans är en tvåvingeart som beskrevs av Friedrich Hermann Loew 1861. Argyra albicans ingår i släktet Argyra och familjen styltflugor. Inga underarter finns listade i Catalogue of Life.